# Manuel Hiemer (Eishockeyspieler)
Manuel Hiemer (* 2. Februar 1976 in München) ist ein ehemaliger deutscher Eishockeyspieler (Verteidiger), der seine Karriere während der Saison 2006/07 beim EHC München in der 2. Bundesliga beendete.

## Karriere
Hiemer begann seine Karriere in der Saison 1985/86 im Nachwuchs des Sportbund DJK Rosenheim, heute Starbulls Rosenheim, für die er in der Saison 1996/97 auch in der DEL spielte, nachdem er zuvor 1,5 Jahre Erfahrungen in der US-amerikanischen College-Mannschaft der Bemidji State University, gesammelt hatte.
Zur Saison 1997/98 wechselte Hiemer in die 1. Liga Süd zum EV Landsberg, den er allerdings nach einer Saison wieder verließ, um ab der Saison 1998/99 beim EHC Bad Aibling zu spielen, wo er bis zur Saison 2001/02 unter Vertrag stand.
Nach seiner Zeit in Bad Aibling zog es Hiemer zur Saison 2002/03 zum EHC München in die Bayernliga, wo ihm im ersten Jahr der Aufstieg in die Oberliga und in der Saison 2004/05 auch der Aufstieg in die 2. Bundesliga gelang. In der Saison 2006/07 beendete Hiemer aus privaten Gründen nach 14 Spielen seine Karriere.

## Statistik
(Legende zur Spielerstatistik: Sp oder GP = absolvierte Spiele; T oder G = erzielte Tore; V oder A = erzielte Assists; Pkt oder Pts = erzielte Scorerpunkte; SM oder PIM = erhaltene Strafminuten; +/− = Plus/Minus-Bilanz; PP = erzielte Überzahltore; SH = erzielte Unterzahltore; GW = erzielte Siegtore; 1 Play-downs/Relegation; Kursiv: Statistik nicht vollständig)

## Heute
Heute leitet Manuel Hiemer die Agentur M Solutionis in Halle (Saale). Die Agentur ist spezialisiert auf Projektmanagement. Darüber hinaus ist Hiemer 1. Vorsitzender des ESV Halle sowie Präsident des Landesseissportverbandes Sachsen-Anhalt.